# سیارک ۶۶۵۷
سیارک ۶۶۵۷ (به انگلیسی: 6657 Otukyo، نامگذاری:1992WY) شش هزار و ششصد و پنجاه و هفتمین سیارک کشف شده‌است که در ۱۷ نوامبر ۱۹۹۲ کشف شد.
قدر مطلق سیارک برابر ۱۴٫۶۰ است.